# پیچک سوئدی
پیچک سوئدی(نام علمی: Plectranthus verticillatus) نام یک گونه از تیره نعناعیان است.

## نگارخانه

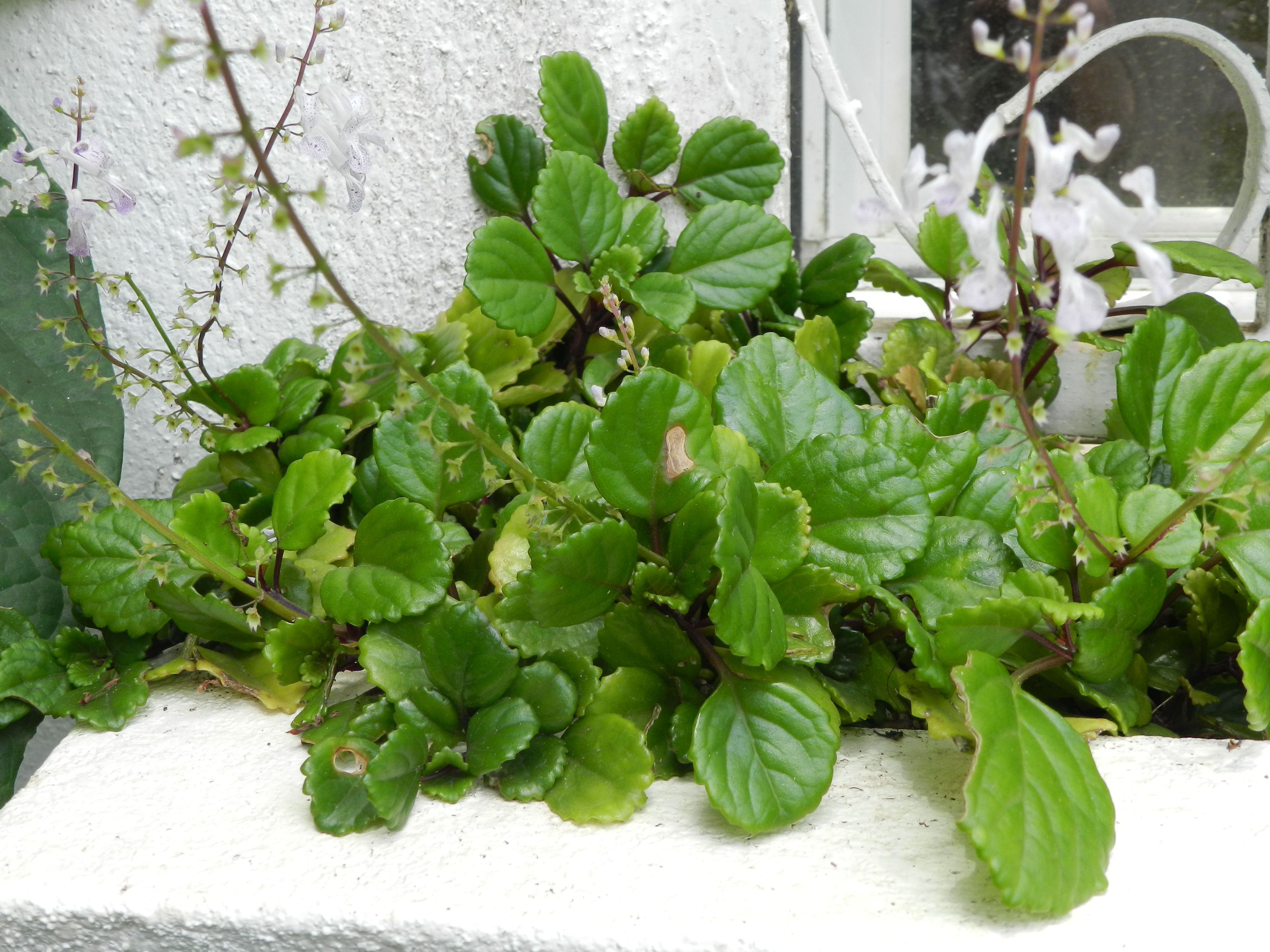
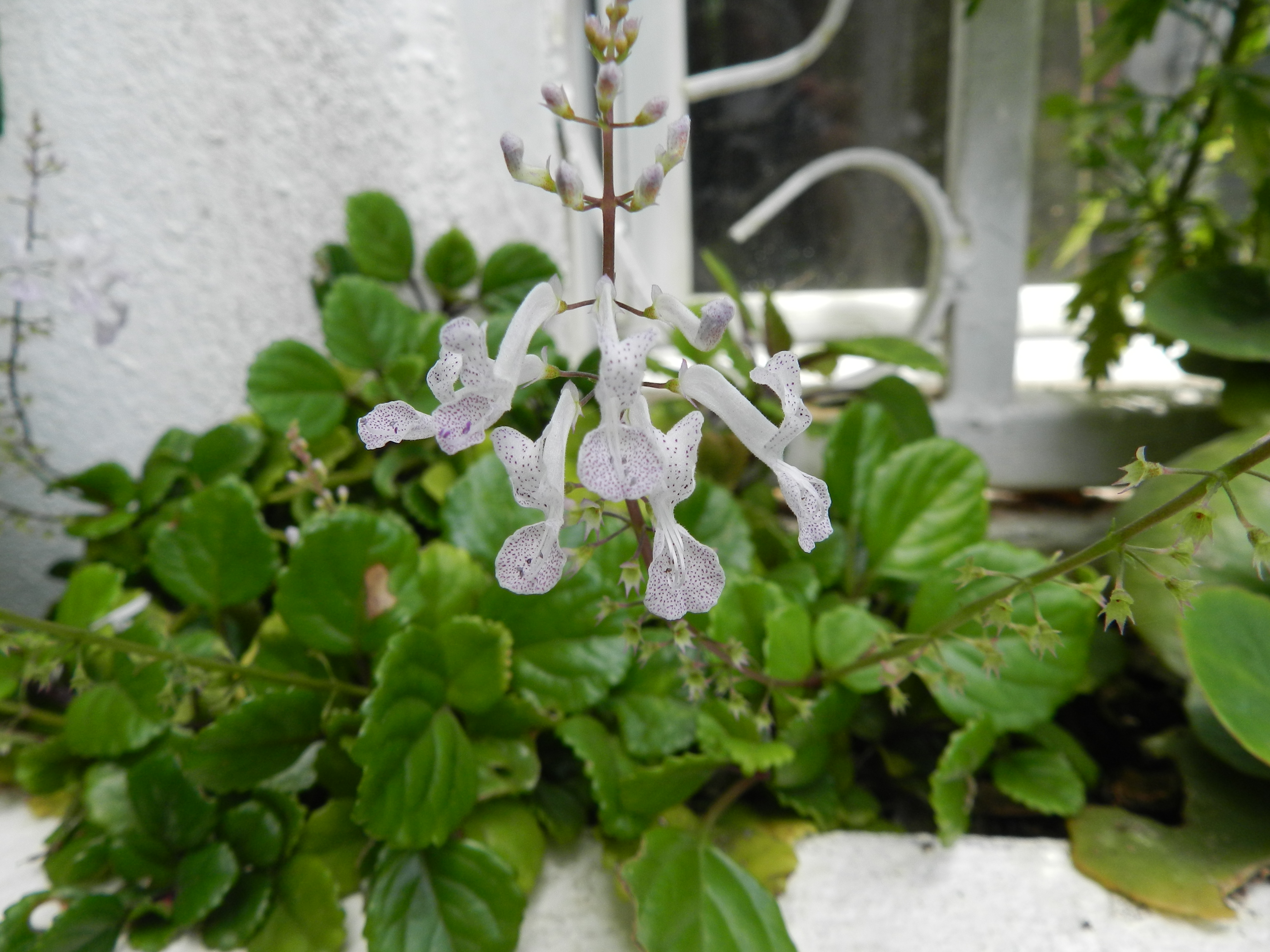
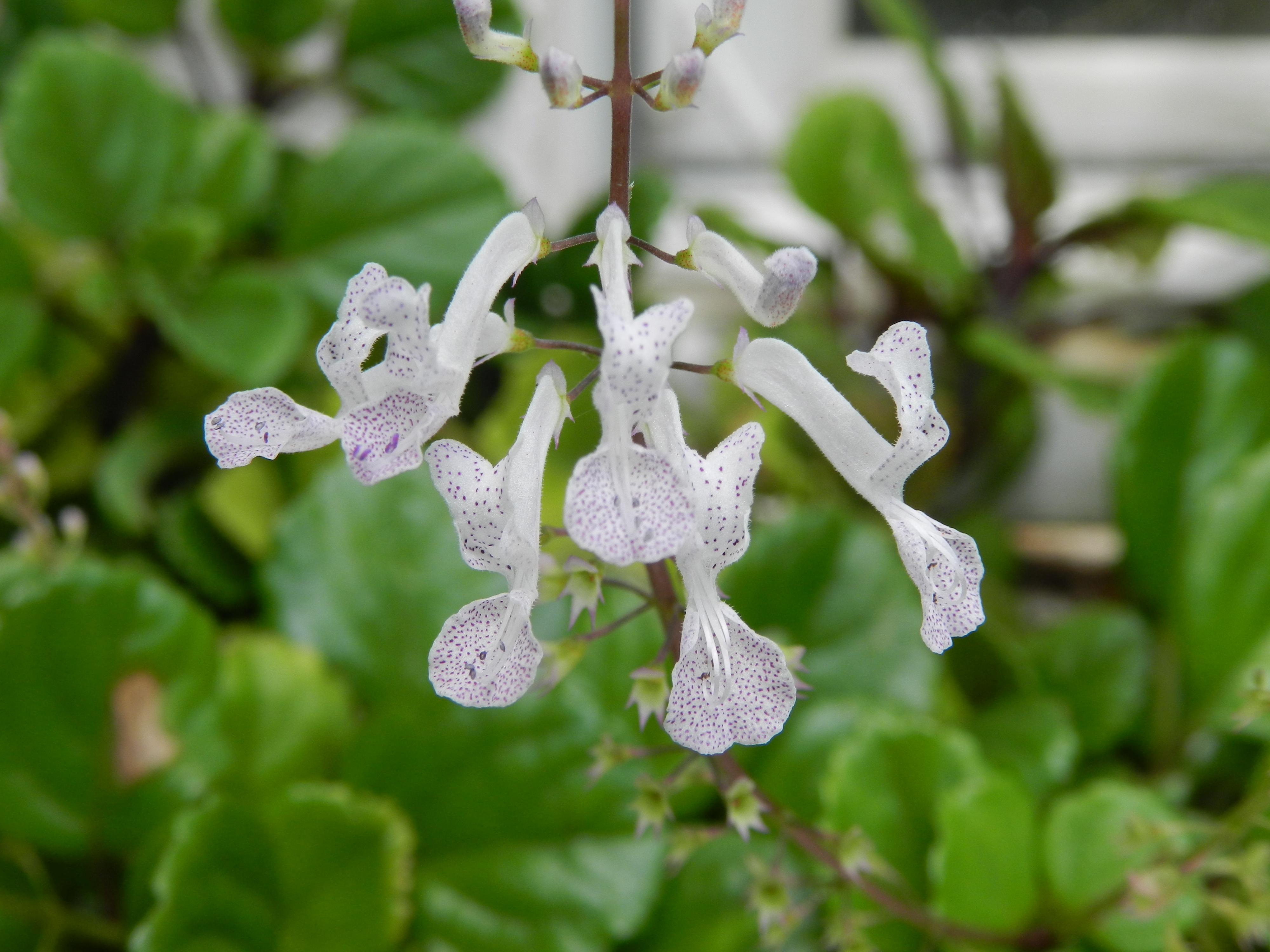